# Rationales Design
Rationales Design bezeichnet die Strategie des gezielten Entwurfs von Molekülen, basierend auf zuvor gewonnenen Erkenntnissen. Das rationale Design wird oftmals durch molekulare Modellierung unterstützt. Im Gegensatz dazu verwendet eine gerichtete Evolution die teilweise zufällig ablaufende Mutation und eine anschließende Selektion.
Beispiele für rationales Design sind z. B. Wirkstoffdesign, Proteindesign, Vektordesign, Primerdesign, Impfstoffdesign und Pathwaydesign.